# Acyrusa
Acyrusa är ett släkte av skalbaggar som ingår i familjen långhorningar.

## Arter
- Acyrusa ciliata
- Acyrusa tasmanica